# 章水 (武江)
章水，又称白沙水，流经中国湖南省南部和广东省北部，是武江左岸支流，发源于湖南省郴州市北湖区永春乡仰天湖，向东流至苏仙区廖家湾乡转南流，经宜章县五岭乡（原太平里乡）、白石渡镇，最后于广东省乐昌市坪石镇金鸡村汇入武江。河长64千米（其中湖南境内长51.3千米），河道平均比降5.43‰，总落差1240米，流域面积529平方千米。年均径流量3.85亿立方米。